# 基什尼亚拉德
基什尼亚拉德，是匈牙利巴兰尼亚州所辖的一个村。总面积9.03平方公里，总人口187，人口密度20.7人/平方公里（2011年1月1日）。